# Vedmeje, Romnî
Vedmeje (în ucraineană Ведмеже) este un sat în comuna Rohînți din raionul Romnî, regiunea Sumî, Ucraina.

## Demografie
Componența lingvistică a localității Vedmeje
     Ucraineană (98,34%)
     Rusă (1,49%)
     Alte limbi (0,17%)
Conform recensământului din 2001, majoritatea populației localității Vedmeje era vorbitoare de ucraineană (98,34%), existând în minoritate și vorbitori de rusă (1,49%).